# Tout l'or du monde (album)
Pour l’article homonyme, voir Tout l'or du monde (homonymie).
Albums de Angelo Branduardi
Branduardi '81
(1981) State buoni se potete
(1983)
Tout l'or du monde est un album de musique interprété par Angelo Branduardi.

## L'album
Il s'agit de la version française de l'album italien Cercando l'oro sorti également en 1983. Les dessins de la pochette sont dus à Emanuele Luzzati.

## Liste des titres
- Le livre
- La ronde
- Au bord du vide
- Le duvet
- Retour de Noël
- Tout l'or du monde
- L'île du rêve
- Parfum d'orange
- La loutre
- Petite chanson chinoise

Paroles : Étienne Roda-Gil / Musique : Angelo Branduardi

## Musiciens
- Angelo Branduardi : voix, guitare, violon
- Franco di Sabatino : claviers
- Massimo di Vecchio : claviers
- Maurizio Fabrizio : guitares
- Andy Surdi : batterie, percussions
- Adriano Giordanella : percussions
- Roberto Puleo : instruments à cordes pincées
- Andrea Verardi : basse
- Piercarlo Zanco : percussions, claviers, cloches
- Alan Stivell : cornemuse dans La ronde et harpe celtique dans Le duvet